# Tổ chức Giáo dục, Khoa học và Văn hóa Liên Hợp Quốc
Tổ chức Giáo dục, Khoa học và Văn hóa của Liên Hợp Quốc, viết tắt UNESCO là một trong những tổ chức chuyên môn lớn của Liên Hợp Quốc, được thành lập vào năm 1945 nhằm thúc đẩy hòa bình và an ninh thế giới thông qua hợp tác quốc tế trong các lĩnh vực giáo dục, khoa học, văn hóa và thông tin. UNESCO hiện có 195 quốc gia thành viên và 12 quan sát viên. Trụ sở chính của tổ chức đặt tại Paris, Pháp. UNESCO có 53 văn phòng thực địa khu vực và 199 ủy ban quốc gia để hỗ trợ thực hiện nhiệm vụ toàn cầu của tổ chức.
UNESCO được thành lập vào năm 1945 với tư cách là tổ chức kế thừa Ủy ban Quốc tế về Hợp tác Trí tuệ của Hội Quốc Liên. Điều lệ của tổ chức xác định các mục tiêu, cơ cấu quản trị và khuôn khổ hoạt động của cơ quan này. Nhiệm vụ sáng lập của UNESCO, được định hình bởi Chiến tranh thế giới thứ hai, là thúc đẩy hòa bình, phát triển bền vững và nhân quyền bằng cách tạo điều kiện thuận lợi cho sự hợp tác và đối thoại giữa các quốc gia. UNESCO theo đuổi mục tiêu này thông qua năm lĩnh vực chương trình chính: giáo dục, khoa học tự nhiên, khoa học xã hội/nhân văn, văn hóa và truyền thông/thông tin. UNESCO tài trợ các dự án nhằm nâng cao khả năng đọc viết, cung cấp đào tạo kỹ thuật và giáo dục, thúc đẩy khoa học, bảo vệ truyền thông độc lập và tự do báo chí, bảo tồn lịch sử khu vực và văn hóa, đồng thời thúc đẩy sự đa dạng văn hóa.
Với vai trò là trung tâm của văn hóa và khoa học thế giới, UNESCO đã mở rộng hoạt động của mình trong những năm qua. Tổ chức hỗ trợ dịch thuật và phổ biến văn học thế giới, giúp thành lập và bảo vệ các Di sản Thế giới có tầm quan trọng về văn hóa và tự nhiên, nỗ lực thu hẹp khoảng cách kỹ thuật số trên toàn cầu và tạo ra các xã hội tri thức toàn diện thông qua thông tin và truyền thông. UNESCO đã khởi xướng một số sáng kiến và phong trào toàn cầu, chẳng hạn như Giáo dục cho mọi người, để thúc đẩy hơn nữa các mục tiêu cốt lõi của mình
UNESCO được điều hành bởi Đại hội đồng, gồm các đại diện của tất cả các quốc gia thành viên và quan sát viên. Hội nghị đại biểu họp hai năm một lần để thông qua chương trình và ngân sách của UNESCO. Hội nghị cũng bầu các thành viên của Ban chấp hành, cơ quan quản lý công việc của UNESCO và bổ nhiệm Tổng giám đốc, người đứng đầu UNESCO. UNESCO là thành viên của Nhóm Phát triển Liên Hợp Quốc, một liên minh các cơ quan và tổ chức của Liên hợp quốc nhằm thực hiện các Mục tiêu phát triển bền vững.

## Chức năng
UNESCO có 3 chức năng hoạt động chính phục vụ cho mục đích của tổ chức, bao gồm:
1. Khuyến khích sự hiểu biết và thông cảm lẫn nhau giữa các dân tộc thông qua những phương tiện thông tin rộng rãi; khuyến nghị những hiệp định quốc tế cần thiết để khuyến khích tự do giao lưu tư tưởng bằng ngôn ngữ và hình ảnh;
2. Thúc đẩy mạnh mẽ việc giáo dục quần chúng và truyền bá văn hóa bằng cách:
  - Hợp tác với các nước thành viên trong việc phát triển các hoạt động giáo dục theo yêu cầu của từng nước;
  - Hợp tác giữa các quốc gia nhằm thực hiện từng bước lý tưởng bình đẳng về giáo dục cho mọi người, không phân biệt chủng tộc, nam nữ hoặc bất cứ sự khác biệt nào khác về kinh tế hay xã hội;
  - Đề xuất những phương pháp giáo dục thích hợp để luyện tập thiếu nhi toàn thế giới về trách nhiệm của con người tự do;
3. Duy trì, tăng cường và truyền bá kiến thức bằng cách:
  - Bảo tồn và bảo vệ di sản thế giới về sách báo, tác phẩm nghệ thuật và các công trình lịch sử hay khoa học, khuyến nghị với các nước hữu quan về các Công ước quốc tế cần thiết;
  - Khuyến khích hợp tác giữa các quốc gia về tất cả các ngành hoạt động trí óc, trao đổi quốc tế những người có kinh nghiệm trong lĩnh vực giáo dục, khoa học và văn hóa kể cả trao đổi sách báo, tác phẩm nghệ thuật, dụng cụ thí nghiệm và mọi tư liệu có ích;
  - Tạo điều kiện thuận lợi cho các dân tộc tiếp xúc với các xuất bản phẩm của mỗi nước thông qua các phương pháp hợp tác quốc tế thích hợp.

Nguồn: Công ước thành lập UNESCO

## Cơ cấu
UNESCO được tổ chức với một Đại hội đồng, một Hội đồng Chấp hành và một Ban Thư ký. Đại hội đồng gồm các đại diện của các nước thành viên UNESCO (mỗi nước thành viên được chọn cử 5 đại biểu). Hội đồng Chấp hành gồm các ủy viên được Đại hội đồng bầu ra trong số các đại biểu được các nước thành viên ứng cử; mỗi ủy viên của Hội đồng Chấp hành đại diện cho Chính phủ nước mình. Ban Thư ký UNESCO gồm có Tổng Giám đốc và số nhân viên được thừa nhận là cần thiết. Tổng Giám đốc do Hội đồng Chấp hành đề nghị và Đại hội đồng bầu cử (nhiệm kỳ 6 năm) với những điều kiện được Đại hội đồng chấp nhận. Tổng Giám đốc là viên chức cao nhất của UNESCO.
Hiện UNESCO có 195 quốc gia là thành viên. Các quốc gia thành viên của Liên Hợp Quốc có quyền gia nhập UNESCO; còn các quốc gia khác có thể được chấp nhận nếu được Hội đồng Chấp hành giới thiệu và được Đại hội đồng biểu quyết với đa số hai phần ba thành viên có mặt tán thành.
Các quốc gia thành viên thường thành lập một tổ chức đại diện cho UNESCO ở nước mình, tùy điều kiện cụ thể. Phổ biến hiện nay là Ủy ban quốc gia UNESCO, trong đó có đại diện của Chính phủ và của các ngành Giáo dục, Khoa học, Văn hóa và Thông tin. Tuy có đại diện tại từng quốc gia, phương châm hoạt động của UNESCO là không can thiệp vào vấn đề nội bộ của các quốc gia. Ủy ban quốc gia UNESCO làm nhiệm vụ cố vấn cho đoàn đại biểu nước mình ở Đại hội đồng và cho Chính phủ trong các vấn đề liên quan đến UNESCO. Ủy ban này thường gồm đại diện các Vụ, Cục, các Bộ, các cơ quan và tổ chức khác quan tâm đến các vấn đề giáo dục, khoa học, văn hóa và thông tin, các nhân vật độc lập tiêu biểu cho các giới liên quan. Nó cũng có thể bao gồm Ban chấp hành thường trực, các cơ quan phối hợp, các tiểu bang và các cơ quan phụ cần thiết khác.

## Thành viên

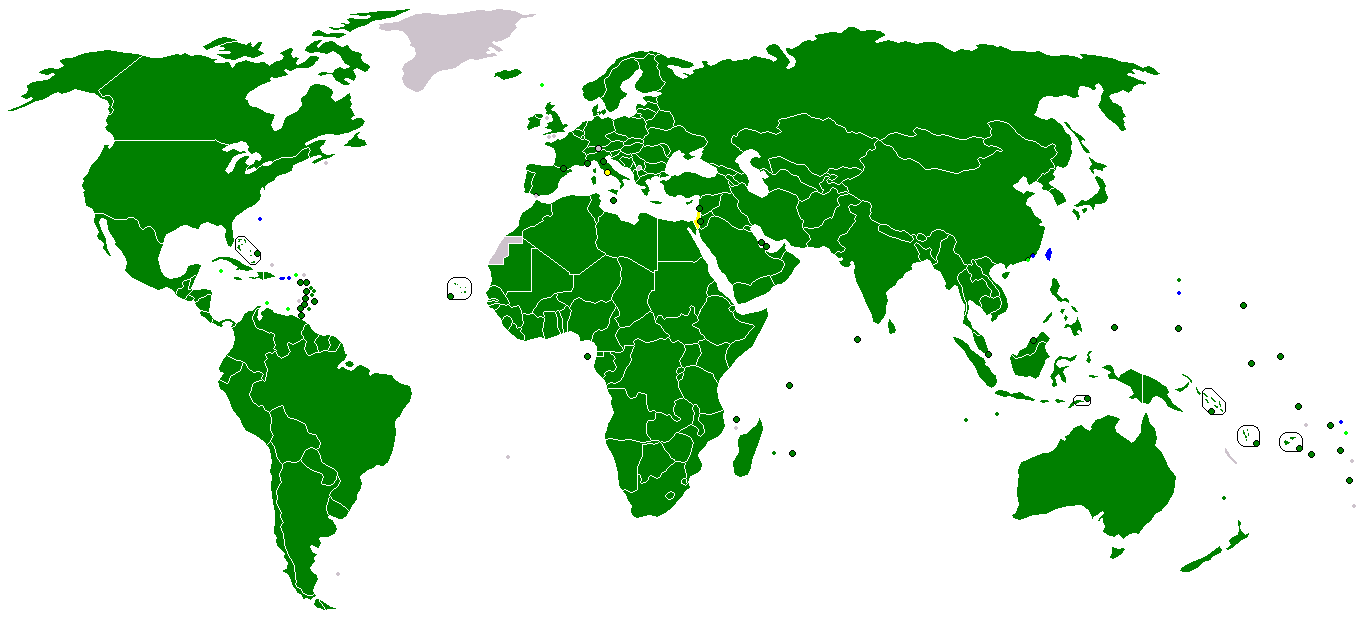
Các quốc gia thành viên UNESCO
Lãnh thổ phụ thuộc của quốc gia thành viên UNESCO có NOC riêng
Các đối tác UNESCO
Quan sát viên UNESCO

## Các văn phòng

The Garden of Peace, tại trụ sở chính của UNESCO, Paris. Được chính phủ Nhật Bản tài trợ, vườn hoa này được Isamu Noguchi, một nhà điêu khắc mang hai dòng máu Mỹ-Nhật thiết kế và được Toemon Sano, một người làm vườn Nhật Bản thực hiện.

## Lịch sử